# Pitohui dichrous
Pitohui dichrous là một loài chim trong họ Oriolidae, đặc hữu New Guinea và Yapen.
Là loài chim biết hót có kích thước trung bình với bộ lông màu đen và nâu hạt dẻ, nó cũng là một trong số ít loài chim có độc, chứa một loạt các hợp chất thuộc nhóm batrachotoxin trên da, lông và các mô khác. Người ta cho rằng các độc tố này có nguồn gốc từ thức ăn của chúng, có chức năng xua đuổi những kẻ săn mồi (dù có nghi vấn về điều này) và bảo vệ nó trước các sinh vật ký sinh ngoài da. Sự tương tự của loài này với một số loài không có quan hệ họ hàng gần nhưng trước đây từng được xếp trong chi Pitohui và cũng chứa độc tố là một ví dụ về tiến hóa hội tụ và bắt chước kiểu Müller. Bề ngoài của nó cũng bị giả mạo bởi một số loài không chứa độc tố và không có quan hệ họ hàng gần (như Megalampitta gigantea), một hiện tượng được gọi là bắt chước kiểu Bates. Bản chất độc của loài này được những người thợ săn địa phương biết rõ và họ luôn tránh xa nó. Nó là một trong những loài Pitohui có độc tính mạnh nhất, nhưng mức độ độc tính thì có thể biến động tùy theo khu vực.
Nó được tìm thấy trong các khu rừng từ mực nước biển cho tới cao độ 2.000 m (6.600 ft), nhưng nói chung dễ tìm thấy nhất trong khu vực đồi núi thấp trong khoảng 350–1.700 m (1.150–5.580 ft). Là loài chim xã hội, nó sống theo từng nhóm gia đình và thường xuyên gia nhập hay thậm chí dẫn đầu các đàn kiếm ăn hỗn hợp loài. Thức ăn chủ yếu của nó là hoa quả (chi Ficus), hạt cỏ, động vật không xương sống và có thể cả động vật có xương sống nhỏ. Loài này dường như là chim sinh sản hợp tác, với các nhóm gia đình giúp nhau bảo vệ tổ và chăm sóc chim non. Nó là khá phổ biến và không chịu rủi ro tuyệt chủng.

## Từ nguyên
Pitohui, tên gọi phổ biến cho nhóm chim có độc tương tự cũng như tên khoa học cho chính chi này, là từ tiếng Papua để chỉ con chim vô giá trị, một dẫn chiếu tới việc thịt của nó không ăn được. Tính ngữ định danh dichrous là từ tiếng Hy Lạp cổ dikhrous nghĩa là hai màu.

## Phân loại
Pitohui dichrous được nhà điểu học người Pháp là Charles Lucien Bonaparte mô tả năm 1850. Bonaparte đặt nó trong chi Rectes được Ludwig Reichenbach đặt ra cùng năm như là một tên gọi thay thế cho Pitohui đã được René Lesson mô tả năm 1831. Không có bất kỳ diễn giải nào cho việc chọn tên mới thay thế cho một tên gọi cũ đã được thiết lập, nhưng điều phổ biến khi đó là ưa thích các tên gọi Latin hơn so với các tên gọi phi-Latin, và đặt các tên gọi Latin cho những gì chưa có. Richard Bowdler Sharpe tóm lược thái độ đó khi ông viết trong năm 1903 "Pitohui không còn nghi ngờ gì nữa là một tên gọi cũ hơn Rectes, nhưng chắc chắn có thể bỏ qua như một từ man rợ". Tuy nhiên, cuối cùng thì nguyên tắc độ ưu tiên được áp dụng cho tên gọi chính thức đầu tiên của đơn vị phân loại này và Rectes bị giáng xuống như là đồng nghĩa muộn của Pitohui.
Pitohui dichrous được đặt trong chi Pitohui cùng 5 loài khác và chi này từng được cho là thuộc họ Pachycephalidae. Tuy nhiên một khảo nghiệm năm 2008 đối với chi này lại thấy nó là đa ngành (nghĩa là chi chứa các loài không có quan hệ họ hàng), với một số loài của chi thực tế không thuộc họ Pachycephalidae. Pitohui dichrous và loài có quan hệ họ hàng gần là Pitohui kirhocephalus có quan hệ họ hàng với họ Vàng anh (Oriolidae). Nghiên cứu năm 2010 xác nhận Pitohui dichrous và Pitohui kirhocephalus là hai loài chị - em và họ hàng gần của Oriolus, và Pitohui cùng Sphecotheres tạo thành một nhánh cơ sở trong phạm vi họ Oriolidae. Do Pitohui kirhocephalus là loài điển hình của chi Pitohui nên Pitohui dichrous được giữ lại chi này trong khi 4 loài còn lại phải chuyển sang các chi khác.
Pitohui dichrous không có bất kỳ phân loài nào. Quần thể ở đông nam New Guinea đôi khi được tách ra thành phân loài được đề xuất là P. d. monticola, nhưng các khác biệt là rất nhỏ và phân loài được đề xuất này nói chung được coi là không thể chia tách.

## Mô tả và sinh lý học
Pitohui dichrous dài khoảng 22 đến 23 cm (8,7–9,1 in) và cân nặng 65–76 g (2,3–2,7 oz). Chim trưởng thành có lông màu đen tại cánh trên, đầu, cằm, họng, ngực trước và đuôi. Phần còn lại của bộ lông có mầu hung nâu hạt dẻ. Mỏ và chân đen, còn mống mắt có màu nâu đỏ, nâu sẫm hay đen. Cả hai giới trông tương tự nhau. Chim nhỡ trông tương tự như chim trưởng thành, ngoại trừ các lông bay ở cánh và đuôi có dấu vết màu nâu.
Người ta ít biết về tập tính sinh sản của Pitohui dichrous cũng như của các họ hàng của nó do các khó khăn trong nghiên cứu các loài sinh sống cao trong các tầng tán của rừng New Guinea. Tổ với trứng của Pitohui dichrous được tìm thấy từ tháng 10 đến tháng 2 năm sau. Tổ nằm cao khoảng 2 m (7 ft) trên mặt đất. Tổ hình chén gồm các tua leo của các loại dây leo, được lót bằng các cây leo mịn và treo trên các cành cây nhỏ. Chim mái đẻ 1-2 trứng, kích thước 27 mm–32,8 mm × 20,5 mm–22,2 mm (1,06 in–1,29 in × 0,81 in–0,87 in), vỏ màu kem hoặc hơi hồng với các dốm từ nâu tới đen cũng như các vết và vạch màu xám nhạt.
Chim non có bộ lông tơ mịn màu trắng khi còn nằm trong tổ trước khi phát triển bộ lông của chim trưởng thành, được ghi nhận là được nuôi bằng các quả mọng dạng quả đấu và côn trùng. Chim non có biểu hiện đe dọa khi bị người hay động vật khác tới gần tổ bằng cách dựng đứng các sợi lông trên đầu chúng. Do chim non phát triển ngay từ lông tơ sang lông của chim trưởng thành nên người ta cho rằng kiểu biểu hiện này có thể là việc ra tín hiệu rằng nó là chim có độc, mặc dù chim non chưa hề có độc vào độ tuổi này.

### Độc tính

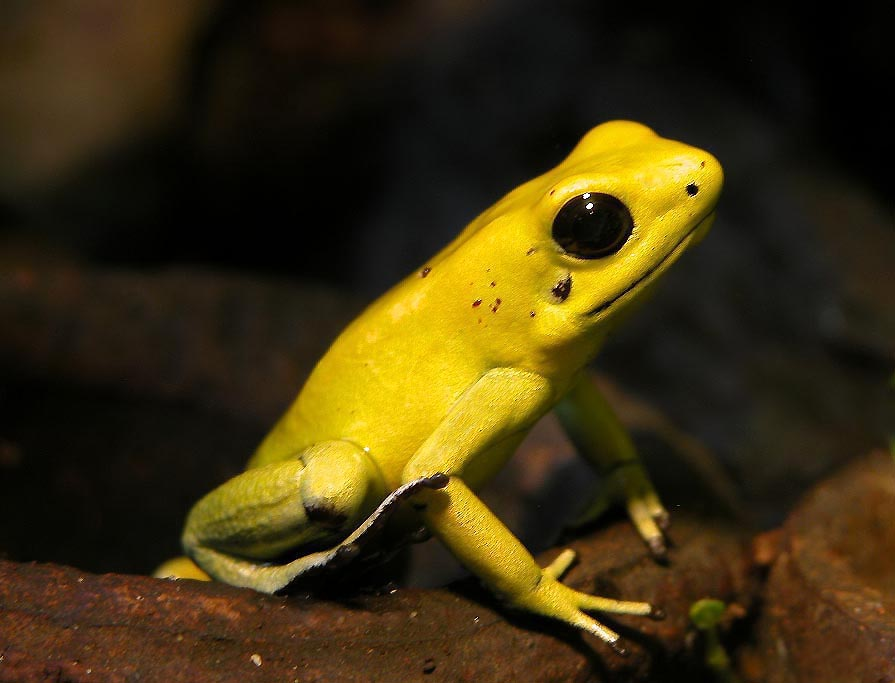
Pitohui dichrous sử dụng cùng một họ hợp chất độc batrachotoxin như ếch độc phi tiêu vàng ở Colombia.

Năm 1990 trong khi xử lý da của Pitohui dichrous cho các bộ sưu tập bảo tàng thì các nhà khoa học đã bị tê liệt và bỏng. Năm 1992 người ta thông báo rằng trong các mô của loài này cũng như các loài Pitohui khác có chứa một chất độc thần kinh gọi là homobatrachotoxin, một dẫn xuất của batrachotoxin. Điều này làm cho chúng trở thành những loài chim có độc được công bố đầu tiên, chứ không phải một số báo cáo về bệnh chim cút do việc ăn thịt chim cút (mặc dù độc tính trong chim cút là bất thường) gây ra, và là nhóm chim đầu tiên được phát hiện có các độc tố trên da. Cùng loại độc tố này trước đó chỉ được tìm thấy ở ếch độc phi tiêu vàng ở Colombia từ chi Phyllobates (họ Dendrobatidae). Họ các hợp chất batrachotoxin có độc tính mạnh nhất trong tự nhiên khi tính theo khối lượng, 250 lần mạnh hơn strychnin. Nghiên cứu sau đó cho thấy Pitohui dichrous có các batrachotoxin khác trên da của nó, bao gồm batrachotoxinin-A cis-crotonat, batrachotoxinin-A và batrachotoxinin-A 3′-hydroxypentanoat.
Các sinh thử nghiệm mô của nó cho thấy da và lông là độc mạnh nhất, còn tim và gan thì ít độc hơn, và các cơ xương là bộ phận ít độc nhất của loài chim này. Độc tố trên lông có nhiều nhất ở phần ngực và bụng. Quan sát hiển vi cho thấy các độc tố này được tích lũy trong da trong các cơ quan tử tương tự như các thể Odland (thể phiến mỏng) và được tiết vào lông. Sự hiện diện của các độc tố trong cơ, tim và gan chỉ ra rằng Pitohui dichrous có một dạng không nhạy cảm với các batrachotoxin. Một con chim nặng 65 g (2,3 oz) đã được ước tính chứa tới 20 μg độc tố trong da và tới 3 μg trong lông của nó. Điều này có thể biến động đáng kể theo địa lý và theo từng cá thể, và một số con được thu thập mà gần như không có độc tố.
Các loài pitohui độc, bao gồm cả Pitohui dichrous, được cho là không tự tạo ra các hợp chất độc mà tích tụ từ thức ăn của chúng. Ếch Phyllobates nuôi nhốt cũng không tạo ra các độc tố, cũng như mức độ độc tính biến động trong pitohui trong phạm vi phân bố của chúng và trong phạm vi phân bố của loài không có quan hệ họ hàng gần là Ifrita kowaldi, một loài chim New Guinean khác với da và lông có độc gợi ý rằng các độc tố thu được từ thức ăn. Sự hiện diện của độc tố trong các nội quan cũng như da và lông cũng loại bỏ khả năng cho rằng độc tố được áp vào cục bộ từ nguồn không rõ.
Một nguồn có khả năng đã được nhận dạng trong các khu rừng ở New Guinea: các loài bọ cánh cứng thuộc chi Choresine (họ Melyridae) có chứa độc tố và từng được tìm thấy trong dạ dày Pitohui dichrous. Một diễn giải khác cho rằng cả bọ cánh cứng lẫn Pitohui dichrous đều thu nhận độc tố từ nguồn thứ ba, được coi là không thể do Ifrita kowaldi gần như chỉ ăn sâu bọ.